# 中川慧
中川 あきら（なかがわ あきら、1988年9月20日 - ）は、日本の俳優。東京都出身。アンカットに所属していた。

## 人物
アップスアカデミー出身。
身長171cm。体重63kg。趣味は格闘技観戦、ツーリング、フットサル。特技は水泳、ロックダンス、殺陣。

## 出演

### テレビドラマ
- 警視庁南平班〜七人の刑事〜10（2017年、TBS） - 山田（社員） 役
- 嘘の戦争 第1・2・3話（2017年、関西テレビ） - 刑事役
- ドラマスペシャル 警部補・碓氷弘一 〜殺しのエチュード〜（2017年、テレビ朝日） - 刑事 役
- モンテ・クリスト伯 -華麗なる復讐-（2018年、フジテレビ） - 海上保安庁 役
- dele（2018年、テレビ朝日） - レポーター 役
- フルーツ宅配便 最終話（2019年、テレビ東京） - 刑事 役
- 白い巨塔（2019年、テレビ朝日） - 医局員 役
- やすらぎの刻〜道 122話（2019年、テレビ朝日） - 撮影クルー 役
- トップナイフ-天才脳外科医の条件-（2020年、日本テレビ） - 楠田良太郎 役
- 恋はつづくよどこまでも 第9話（2020年、TBS） - 水上（救命医） 役
- レンアイ漫画家 第2話（2021年、フジテレビ） - 警察官 役
- 恋はDeepに 第4話（2021年、日本テレビ） - 救急隊員 役
- 黒鳥の湖 第1話（2021年、WOWOW） - キャスター 役
- ボイスⅡ 110緊急指令室 第7話（2021年、日本テレビ） - 作業員 役
- 白い濁流 第2話（2021年、NHK BSプレミアム） - 警察官 役
- 元彼の遺言状 第8話（2022年、フジテレビ） - 刑事 役
- オクトー 〜感情捜査官 心野朱梨〜 第2話（2022年、読売テレビ） - 警察官 役
- 大病院占拠 第2話（2023年、日本テレビ） - SIS隊員B 役
- 罠の戦争 第7話（2023年、関西テレビ） - 警官 役

### WEBドラマ
- 港区おじさん 第91 - 93話

### 映画
- 3月のライオン（2015年）
- 背中を見せて（2016年） - 男、支配人 役[1]
- BRAVESTORMブレイブストーム（2017年） - ボクシングジム生徒 役
- 累-かさね-（2018年） - サロメ演出部 役
- 愛唄 -約束のナクヒト-（2019年） - 映画スタッフ 役
- 弟とアンドロイドと僕（2022年） - 救急隊員 役
- 劇場版 ラジエーションハウス（2022年） - 救急隊員 役
- キングダム2 遥かなる大地へ（2022年） - 魏兵 役

### 舞台
- 陽のあたる庭（2013年） - デモ隊員 役[1]
- 風の中の人々（2014年） - 男 役[1]
- 永井家の八月（2015年） - 永井和久 役[1]
- Dream Of Passion（2015年） - 横山英吉 役[1]
- わが町舞浜角谷町駅前通り（2015年） - 磯野雅之 役[1]
- DreamOfPassion （2015年、仙台公演） - 横山英吉 役
- 二十日鼠と人間（2015年） - カーリー 役[1]
- パッチギ!（2015年） - 松山康介 役
- イート（2019年） - 高橋 役
- 恋する蝉死暮れ（2022年）[1]